# Fromage de Coucouron
De Fromage de Coucouron of de Fourme de Coucouron is een merknaam van Franse kaas uit Coucouron in de Ardèche. De kaas wordt gemaakt door de Fromageries de Coucouron.
De Coucouron wordt gemaakt van volle rauwe koemelk, hoewel er ook een versie met schapenmelk bestaat ('coucouron de brebis'). De kaas is een zachte blauwe kaas. De kaas is een blauwaderkaas, maar niet zo sterk geaderd en sterk van smaak als de meeste blauwaderkazen.
De kaas wordt geproduceerd in een standaard vorm, de Fourme, maar is ook in een kleinere vorm beschikbaar, in een tegelvorm: de Brique de Coucouron, een kaasje van 400 gram.
Verder wordt de kaas ook in een minder vette variëteit gemaakt: de Coucouron allégé. Deze kaas bevat slechts 25% vet tegen de 50% van de normale Coucouron.